# Giacomo Albé
Giacomo Albé (Viadana, 18 luglio 1829 – Milano, 27 giugno 1893) è stato un pittore italiano noto come ritrattista.

## Biografia
Giacomo Albé nacque in una famiglia borghese. A Casalmaggiore conobbe il pittore Giuseppe Diotti (1779-1846). Si trasferì poi a Roma dove, forse, frequentò l'Accademia di San Luca. Nel 1868 espose in una collettiva al Liceo Virgilio di Mantova. Giacomo Albé divenne noto per i ritratti, in cui coglieva l'interiorità dell'anima, con tocchi di colore caldi e morbidi. Vi si avverte la quotidianità domestica, più che la celebrazione del personaggio. Il ritratto a mezza figura di Vittorio Emanuele II, dipinto nel 1866 e conservato a Mantova, esprime interiorità psicologica. 
Giacomo Albé fu socio dell'Accademia Virgiliana di Mantova e forse insegnò all'Accademia di Brera. Ha dipinto il figlio della signora Sola Busca, esposto nel 1888 a Bologna e venduto alla contessa Fanny Magnaguti Revedin. Albé ha eseguito anche il ritratto di Maria Fochessati, di Vittoria Capilupi, di Bice Melzi d'Eril, del conte Giampiero Porro, del marchese Sordi, di Fanny Magnaguti Revedin e di Ippolito Nievo. Ad Albé è attribuito il ritratto di Luigi d'Arco, che è conservato a Mantova, a Palazzo D'Arco. Albé ha dipinto un ritratto postumo del senatore conte Arrivabene di Mantova, di Ottavio Rumi e ritratti di ragazze per Adolfo Naham e per il conte Carlo Borromeo.

## Visse a Cuba?
Nel Dizionario Thieme-Becker (edito dal 1907) Giacomo Albé fu identificato con il pittore di origine italiana D. A. Joaquin, attivo a Cuba dal 1850 al 1859. Si supponeva che l'Artista avesse lasciato l'Italia per ragioni politiche e che fosse rientrato in Patria dopo la guerra del 1859. L'identificazione fu accettata. Ma negli Atti del 1856 dell'Accademia di Belle Arti di Milano, Giacomo Albé risultava 
accettato nella sezione Disegno, quindi, il periodo cubano sarebbe stato interrotto. D. A. Joaquin era invece Gioacchino Albe, pittore bolognese che si era formato come disegnatore nella bottega di Antonio Basoli (1774-1848), pittore, incisore e scenografo di chiara fama.